# ألن جاكسون
آلان يوجين جاكسون (ولد في 17 أكتوبر 1958) هو مغني أمريكي، وكاتب اغاني وموسيقي، ومعروف بموسيقى الريف وقد سجل 15 ألبوما.
بيعت البومات جاكسون أكثر من 80 مليون اسطوانة في جميع أنحاء العالم. ظهر على قائمة بيلبورد ل"أفضل 30 أغنية من اغاني الريف.

## حياته
ولد لجوزيف يوجين جاكسون، جورجيا، ولديه أربعة من الأخوات أكبر منه سنا. عاش في منزل جده. تعيش والدته في المنزل لهذا اليوم. جاكسون غنى في الكنيسة عندما كان طفلا. وظيفته الأولى، في سن الثانية عشرة، في محل لبيع الاحذية. وكتب أول أغنية له عام 1983.
عندما كان شابا، استمع جاكسون في المقام الأول إلى ترانيم. إلا أنه لم يكن من محبي الموسيقى. ثم قدمه صديق له إلى الموسيقي جين واتسون. درس الابتدائية. وبدأ فرقته بعد المدرسة الثانوية. في سن ال 27، انتقل جاكسون وزوجته دينيس، من منطقة نيونان إلى ناشفيل، حيث كان يأمل في متابعة الموسيقى بتفرغ كامل.

## روابط خارجية
- ألن جاكسون على موقع IMDb (الإنجليزية)
- ألن جاكسون على موقع الموسوعة البريطانية (الإنجليزية)
- ألن جاكسون على موقع ميوزك برينز (الإنجليزية)
- ألن جاكسون على موقع رولينغ ستون (الإنجليزية)
- ألن جاكسون على موقع إن إن دي بي (الإنجليزية)
- ألن جاكسون على موقع أول ميوزيك (الإنجليزية)
- ألن جاكسون على موقع ديسكوغز (الإنجليزية)
- ألن جاكسون على موقع قاعدة بيانات الفيلم (الإنجليزية)